# Янгуз-Нарат
Янгу́з-Нара́т (рос. Янгуз-Нарат, башк. Яңғыҙнарат) — присілок у складі Янаульського району Башкортостану, Росія. Входить до складу Іткінеєвської сільської ради.
Населення — 94 особи (2010; 95 у 2002).
Національний склад:
- башкири — 93 %